# 许宾根
许宾根是德国莱茵兰-普法尔茨州的一个市镇。总面积3.56平方公里，总人口525人，其中男性268人，女性257人（2011年12月31日），人口密度147人/平方公里。